# 拉沃奇峰
拉沃奇峰（Piz Ravetsch）是瑞士的山峰，位於該國東南部，由格勞賓登州負責管轄，屬於勒蓬廷山的一部分，海拔高度3,007米，每年平均降雨量2,385毫米。